# 伊頓藍
伊頓藍色是一种藍綠色的色彩，最早由19世紀初伊頓公學的運動員使用。此外吉朗文法學校也使用过颜色，其和劍橋大學所使用的颜色（Cambridge Blue）類似。